# Логроньо (комарка)

Логро́ньо (исп. Comarca de Logroño)  — район (комарка) в Испании, входит в провинцию Риоха в составе автономного сообщества Риоха.

## Муниципалитеты
1. Агонсильо
2. Рекахо
3. Сан-Мартин-де-Берберана
4. Альбельда-де-Ирегва
5. Альберите
6. Альканадре
7. Аррубаль
8. Аусехо
9. Сенисеро
10. Клавихо
11. Ла-Унион-де-лос-Трес-Эхерситос
12. Корера
13. Дарока-де-Риоха
14. Эль-Редаль
15. Энтрена
16. Фуэнмайор
17. Баррио-де-ла-Эстасион (Фуэнмайор)
18. Галилеа
19. Орнос-де-Монкальвильо
20. Лагунилья-дель-Хубера
21. Вентас-Бланкас
22. Вильянуэва-де-Сан-Пруденсио
23. Сенсано
24. Лардеро
25. Логроньо
26. Баррио-де-Эль-Кортихо (Логроньо)
27. Баррио-де-Ла-Эстрелья (Логроньо)
28. Вареа
29. Баррио-де-Ягуэ (Логроньо)
30. Медрано
31. Мурильо-де-Рио-Леса
32. Нальда
33. Ислальяна
34. Наваррете
35. Окон
36. Альдеалобос
37. Лас-Руэдас-де-Окон
38. Лос-Молинос-де-Окон
39. Отеруэло
40. Пипаона
41. Санта-Лусия (Ла-Риоха)
42. Рибафреча
43. Робрес-дель-Кастильо
44. Беесильяс
45. Бусарра
46. Оливан
47. Вальтрухаль
48. Сан-Висенте-де-Робрес
49. Санта-Энграсиа-дель-Хубера
50. Бусеста
51. Эль-Кольядо
52. Хубера
53. Рейнарес
54. Сан-Бартоломе (Ла-Риоха)
55. Сан-Мартин (Ла-Риоха)
56. Санта-Сесилия (Ла-Риоха)
57. Санта-Марина (Ла-Риоха)
58. Сохуэла
59. Сорсано
60. Сотес
61. Торремонтальбо
62. Сомало
63. Вентоса
64. Вильямедиана-де-Ирегва
65. Пуэнте-Мадре